# Тепляков Микита Олександрович
Микита Олександрович Тепляков (нар. 18 листопада 2000, Коростень, Житомирська область, Україна) — український футболіст, захисник «Кудрівки».

## Життєпис
Народився в місті Коростень. Вихованець місцевої ДЮСШ, перші тренери — Анатолій Журавський та Олександр Виговський. У 2013—2018 роках навчався у Харківському державному училищі фізичної культури № 1, де виступав за команду коледжу «УФК-Олімпік». У 2018 році приєднався до свого першого клубу, «Квадро» з Первомайського, який виступав у чемпіонаті Харківської області.
У 2019 році виїхав до Росії, де став гравцем клубу «Сочі», але грав виключно за юнацьку команду (U-19). Провів 15 поєдинків.
На початку жовтня 2020 року приєднався до «Металу». У футболці харківського клубу дебютував 23 жовтня 2020 року в нічийному (0:0) домашньому поєдинку 8-го туру групи Б Другої ліги України проти новокаховської «Енергії». Микита вийшов на поле на 61-й хвилині замість Володимира Танчика. Цей матч виявився єдиним для гравця у футболці «Металу». На початку липня 2021 року відправився на один сезон в оренду до «Вовчанська». У футболці «вовків» дебютував 25 липня 2021 року в нічийному (1:1) домашньому поєдинку 1-го туру групи Б Другої ліги України проти запорізького «Металурга». Тепляков вийшов на поле в стартовому складі та відіграв увесь матч, а на 77-й хвилині отримав жовту картку. Першим голом на професійному рівні відзначився 31 липня 2021 року на 40-й хвилині програному (1:2) виїзного поєдинку 2-го туру Другої ліги України проти «Тростянця». Нікіта вийшов на поле в стартовому складі та відіграв увесь матч. Усього в сезоні 2021/22 років зіграв 7 матчів (1 гол) у Другій лізі України та 2 поєдинки у кубку України. По завершенні оренди отримав статус вільного агента, з липня 2022 по кінець березня 2023 року перебував без клубу.
Наприкінці березня 2023 року підсилив ФСК «Маріуполь». У футболці «городян» дебютував 8 квітня 2023 року в програному (1:2) виїзному поєдинку 1-го туру групи Вибування Першої ліги України проти «Чернігова». Микита вийшов на поле на 46-й хвилині замість Гліба Літюка. Дебюними голами за маріупольців відзначився 24 вересня 2023 року на 21-й та 24-й хвилинах переможного (3:0) виїзного поєдинку 9-го туру групи Б Першої ліги України проти кременчуцького «Кременя». Тепляков вийшов на поле в стартовому складі, а на 68-й хвилині його замінив Микита Махиня. У 2023 календарному році зіграв 22 матчі (2 голи) у Першій лізі України, 2 матчі в плей-оф за право збереження місця в Першій лізі та 4 поєдинки у кубку України.
На початку січня 2024 року Микитою Тепляковим цікавився харківський «Металіст», але до підписання контракту справа так і не дійшла. Натомість у середині березня 2024 року гравець опинився у «Кудрівці-Ниві». У складі нового клубу дебютував 23 березня 2024 року в програному (1:5) домашньому поєдинку 1-го туру чемпіонської групи Першої ліги України проти столичного «Лівого берега». Микита вийшов на поле в стартовому складі та відіграв увесь матч.

## Стиль гри
Швидкий і працьовитий лівий вінгер, вміє здійснювати якісні кроси з гри і подачі зі стандартів.